# Stazione di Milano Centrale (1864)
La Stazione Centrale di Milano del 1864 era la prima stazione centrale della città di Milano e occupava l'area corrispondente all'attuale piazza della Repubblica. Iniziata nel 1857 durante il Regno Lombardo-Veneto di Francesco Giuseppe, fu completata il 2 febbraio 1864, inaugurata l'11 febbraio 1864 dal Re d'Italia Vittorio Emanuele II, che vi scese proveniente in treno da Torino, e divenne operativa il 5 maggio 1864 allorquando «tutto il servizio ferroviario viaggiatori, bagagli e merci a grande, diviso fra le stazioni di Porta Nuova e di Porta Vittoria viene concentrato nella nuova Stazione Centrale».
Fu realizzata per centralizzare (da qui la definizione di centrale) e sostituire le vecchie stazioni di testa di Porta Nuova e Porta Tosa e con la sua messa in attività fu possibile collegare fra loro tutte le linee gravitanti sul capoluogo lombardo. La stazione fu chiusa nel 1931 a seguito dell'entrata in servizio dell'attuale stazione di Milano Centrale e venne successivamente demolita.

## Storia

### Prodromi

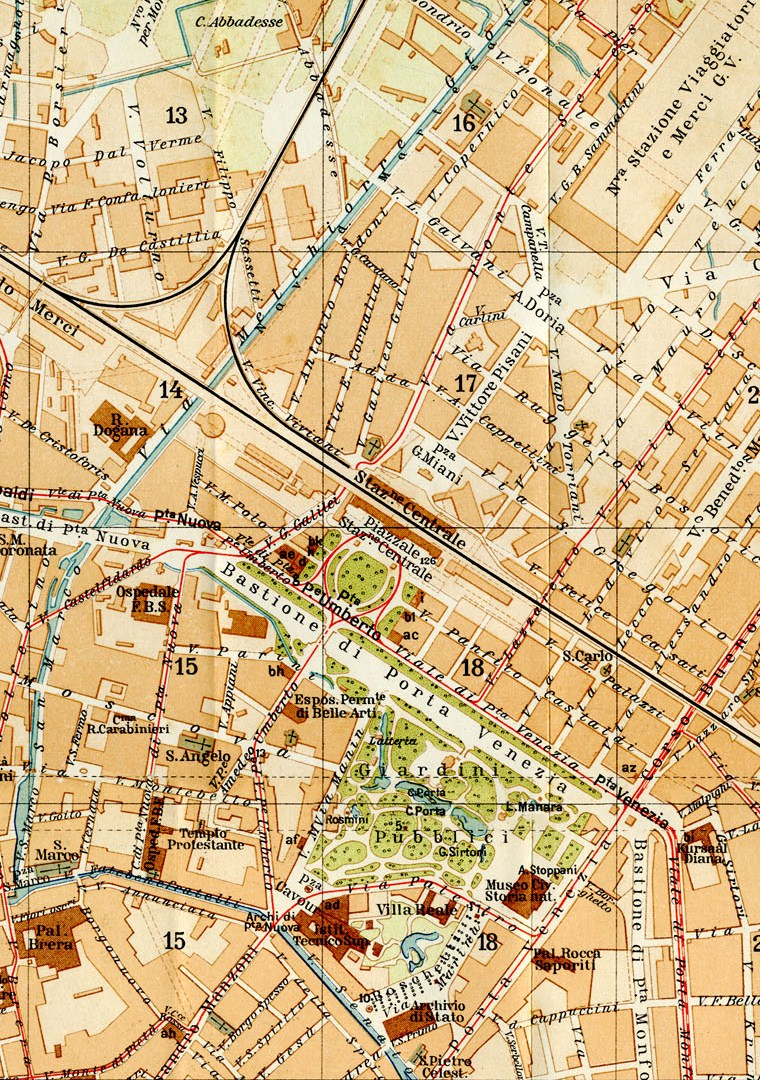
Ubicazione della Stazione Centrale su una cartina del Touring Club Italiano del 1914

Il primo accenno ufficiale della necessità della costruzione di quella che sarebbe stata chiamata Stazione Centrale si trova nella "Convenzione concernente l’assunzione, la costruzione e l’esercizio delle ferrovie nel Regno Lombardo-Veneto". Questa convenzione all'art. 27 recita:
(Convenzione concernente l'assunzione, la costruzione e l'esercizio delle ferrovie nel regno Lombardo-Veneto, Vienna, 14 marzo 1856.)

Mappa del nodo ferroviario di Milano in seguito alle modifiche attuate fra il 1914 e il 1931

Per le precarie condizioni economiche dell'Impero Austriaco, il governo di Francesco Giuseppe si trovò nella necessità di "privatizzare" le ferrovie appartenenti allo Stato, e le ferrovie afferenti Milano lo erano. Gran parte delle linee venne così ceduta a una società guidata dai banchieri Rothschild.
La situazione ferroviaria della città di Milano era, in breve, la seguente: nel 1840 si era costruita la prima stazione di Porta Nuova che serviva la linea per Monza; nel 1850 tale edificio era stato sostituito da una seconda stazione di Porta Nuova a causa dell'aumentato traffico, generato dall'allungamento della linea fino a Como.
Nel frattempo, il 15 febbraio 1846 si era avuta l'apertura del tratto di linea Milano-Treviglio della (Imperial-Regia Privilegiata Strada Ferrata Ferdinandea Lombardo-Veneta) che faticosamente si cercava di completare raggiungendo Venezia. La stazione terminale di questa linea era posta nei pressi di Porta Tosa dove, per carenze finanziarie, la società ferroviaria aveva dovuto costruire un edificio provvisorio.
Era inoltre previsto l'arrivo a Milano, fra mille difficoltà, dei binari della costruenda linea Milano-Bologna-Pistoia. Per di più, all'altezza di Rogoredo, si sarebbe innestata la linea da Pavia. Altri progetti avrebbero portato i treni anche dal lato occidentale della città, superando soprattutto le difficoltà politiche che intercorrevano fra il Regno di Sardegna e l'Impero austriaco.
A Milano, con la prospettiva di dover far fronte a un enorme incremento di traffico ferroviario, la società ferroviaria che si sarebbe poi chiamata Imperial-regia società privilegiata delle strade ferrate lombardo-venete e dell'Italia Centrale si venne a trovare in possesso di due stazioni abbastanza lontane l'una dall'altra e non collegate fra loro. Evidentemente il primo pensiero dei dirigenti della società fu quello di creare una prima versione di "rete", il cui “nodo” principale doveva essere appunto “Milano Centrale”.

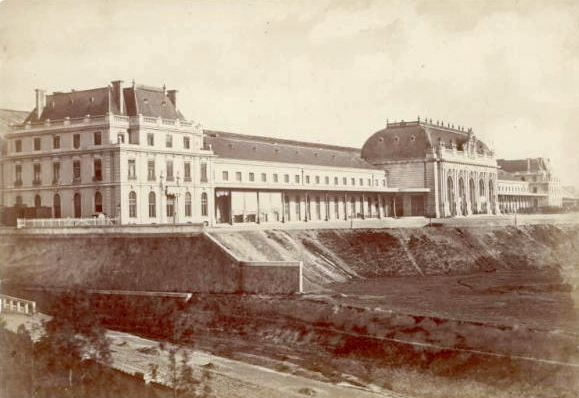
Veduta del fabbricato viaggiatori fra il 1864 e il 1880

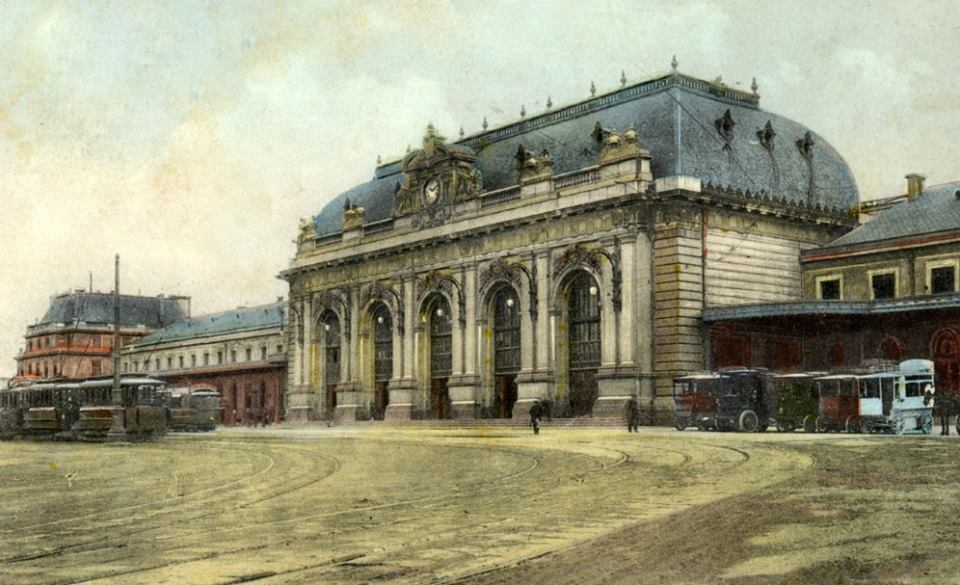
L'ingresso del fabbricato viaggiatori

Il piazzale della vecchia Stazione Centrale, poi diventato piazzale Fiume, l'attuale piazza della Repubblica

Re Vittorio Emanuele III di Savoia in visita a Milano davanti alla stazione

I binari

Il citato art. 27 concedeva, come abbiamo visto, il permesso di creare una Strada ferrata “di congiunzione” che doveva stendersi “attorno a Milano”; quest'ultima frase era riferita alla Milano del 1856, una città ancora chiusa quasi tutta dentro le mura. Lungo parte di queste mura, sulla Circonvallazione, dalla stazione di Porta Nuova a quella di Porta Tosa era previsto un binario che permettesse l'inoltro di treni. Questo raccordo fu in effetti costruito, sotto la direzione dell'ing. G.B. Bossi, mentre si attendeva di passare al progetto esecutivo per Milano Centrale ed entrò in funzione domenica 26 giugno 1859.
Già le prime voci della progettata costruzione della stazione diedero adito a roventi polemiche, soprattutto per il luogo scelto per la costruzione che, a detta dei milanesi, fra le altre cose avrebbe rovinato il panorama che si godeva dagli spalti delle mura: si sottolineava come il fumo e il rumore sarebbero stati un pesante pedaggio alla modernizzazione.
Per tutte, basti una breve citazione di un opuscolo dell'avvocato Michele Cavaleri:
(M. Cavaleri)
Una “Società per l'Incoraggiamento delle Scienze, Lettere ed Arti” si attivò per contrastare la decisione. Il citato progetto dell'ingegner Bossi nasceva appunto da un tentativo di trovare un'altra posizione alla edificanda stazione.
Addirittura si sarebbe dovuta chiudere l'importante Strada Comasina, per far posto al Deposito. Il tutto, a detta dell'avvocato Cavaleri, in spregio a quanto stabilito addirittura dall'Imperatore.

### La costruzione
La stazione fu costruita a nord della città fuori dalle mura spagnole fra Porta Nuova e Porta Venezia.
Il 12 settembre 1857 venne posata la prima pietra della stazione. Due giorni «dopo» - avvenimento che la dice lunga sulla situazione - «si discute con le “autorità” locali se e dove costruire la struttura...».
Per il collegamento con il centro della città fu aperto un sottopasso nel bastione (battezzato Barriera Principe Umberto) e una nuova strada radiale (l'attuale via Turati).

### La dismissione

Lavori di demolizione

Nella notte del 31 gennaio 1923 un incendio danneggiò gravemente il fabbricato viaggiatori distruggendone il salone principale e facendo danni per un milione e mezzo di lire dell'epoca, valore paragonato al costo della sua costruzione. Nell'occasione fu ritrovata fra le macerie una targa in marmo che ricordava la vecchia stazione di Porta Tosa;  cronache dell'epoca auspicarono che l'incendio potesse accelerare l'erezione della nuova Centrale la cui prima pietra era stata posta nel 1906 in occasione dell'inaugurazione della nuova strada del Sempione.
Con il passare degli anni la stazione divenne angusta e inadatta all'aumentato traffico ferroviario ma, trovandosi circondata da costruzioni, non poté essere ampliata. Questo fu il vero limite progettuale della stazione: un piazzale troppo stretto e del tutto chiuso da edifici, che non ne avrebbero permesso un agevole allargamento in relazione ad un eventuale (poi verificatosi) incremento del traffico. Per contro, la stazione presentava il vantaggio di essere una "stazione passante", cosa che facilitava enormemente la gestione dei treni, eliminando il lento e costoso sgancio e aggancio delle locomotive per la retrocessione. Se ne dovette progettare perciò la sostituzione con un nuovo impianto di testa posto circa 700 metri più a nord (presso la piazza Duca d'Aosta), l'attuale Stazione Centrale, che venne inaugurata nel 1931.
Della vecchia stazione restò in esercizio solo la parte occidentale, costituita dallo scalo merci di Porta Garibaldi e dal capolinea dei treni vicinali delle linee dirette verso Varese, che prese il nome di Milano Porta Nuova: si trattava della prima stazione per le linee elettrificate di Milano, chiamata comunemente le Varesine.

La biglietteria durante la demolizione

La vecchia stazione fu demolita rapidamente al fine di aprire un asse di collegamento con la nuova.
Sull'asse della ferrovia scomparsa furono realizzati gli attuali viale Ferdinando di Savoia a ovest e Viale Tunisia e Viale Regina Giovanna a est.
Con il materiale recuperato dalla demolizione, tra cui alcune parti della tettoia di copertura dell'ingresso, l'ingegner Caproni costruì Villa Caproni (oggi Villa Malpensa), nella sua proprietà posta lungo la strada principale che conduce a Vizzola Ticino, ancor oggi visibile.
La funzione storica di essere la porta d'ingresso della città, anche dei viaggiatori eleganti, fece sì che gli alberghi più prestigiosi della città si siano concentrati, per un lungo periodo di anni, in piazza della Repubblica.

## Strutture e impianti

### Il fabbricato viaggiatori
Il fabbricato viaggiatori, progettato dall'architetto Louis-Jules Bouchot nello stile del rinascimento francese, prospettava su un ampio piazzale alberato, l'odierna piazza della Repubblica.
Era chiaramente suddiviso in due edifici principali, a loro volta formati da un corpo centrale e due ali, uniti e divisi dalla grande tettoia: a nord si trovava il settore dei servizi che possiamo definire "tecnici", al centro la tettoia a coprire i binari, a sud il settore dedicato alla clientela.

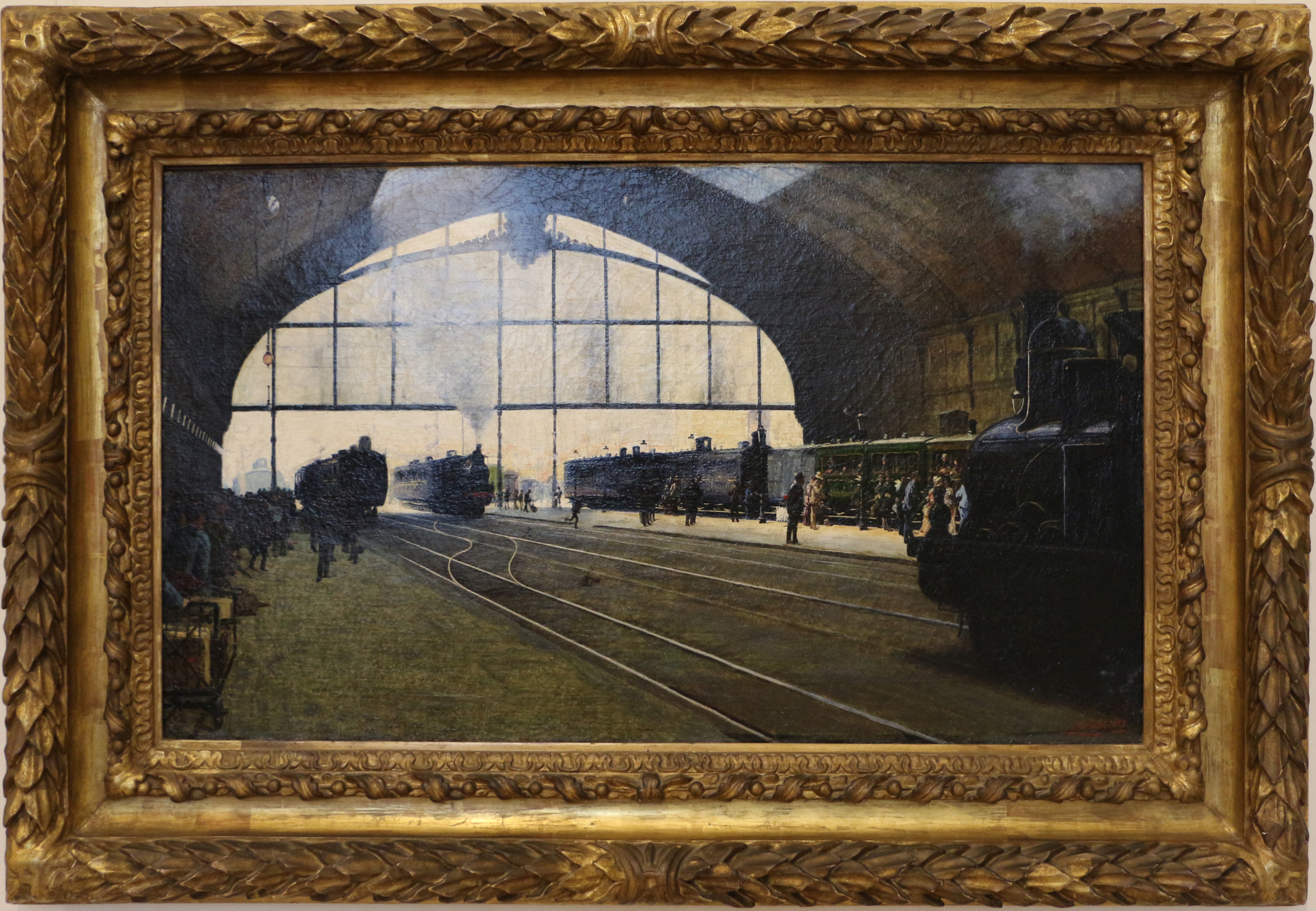
Interno della stazione in un dipinto di Angelo Morbelli del 1889

Come si può abbastanza agevolmente vedere nel progetto, il settore servizi presentava le due ali est e ovest dedicate al ricovero e alla manutenzione delle carrozze e il corpo centrale in cui trovavano posto la lampisteria, gli uffici dedicati ai conduttori, ai manovratori, ai facchini, la Cassa, la stamperia dei biglietti, un'officina e vari altri locali di servizio.
Il settore dedicato ai viaggiatori comprendeva: verso ovest un caffè e una trattoria, non lontani dalle ritirate, le tre sale d'attesa per la terza, seconda e prima classe; il corpo centrale era principalmente dedicato al salone delle biglietterie e del servizio bagagli, mentre l'ala orientale ospitava gli uffici del Capostazione, di Polizia, la Posta, il Telegrafo e l'ampio locale della Distribuzione bagagli.

### La sala reale
All'estremità dell'ala orientale la "Sala del Re" o "Sala Reale", con i vari servizi dedicati, era l'equivalente delle aree per V.I.P. che sempre accompagnano stazioni marittime, ferroviarie e aeroportuali. La Sala Reale era ornata sul soffitto con le rappresentazioni allegoriche delle Provincie d'Italia e della Casa Savoia del pittore lombardo Raffaele Casnedi; le sculture erano di Vincenzo Vela, Giovanni Strazza (busto semicolossale di Galileo, 1863), Pietro Magni e di Odoardo Tabacchi. Le due ali erano arricchite da un portico, che correva per tutta la loro lunghezza.
I piani superiori erano dedicati agli uffici amministrativi e ad alloggi per il personale.

### La tettoia
La tettoia copriva sei binari, di cui quattro dedicati al servizio viaggiatori con i relativi marciapiedi per il loro incarrozzamento, il carico dei colli e dei bagagli. Era lunga 233,50 metri, ovvero quanto il fabbricato viaggiatori, e larga 40,5 metri; i lavori preparatori durarono dal 1º luglio fino al 15 settembre 1862 mentre i lavori per la costruzione furono cominciati il 16 settembre 1862 con l'innalzamento del primo arcone e durarono 14 mesi. L'ossatura in ferro venne costruita nella cittadina francese di Clichy in una delle officine della Compagnia generale dei Materiali delle Ferrovie di Bruxelles. Il costo dell'opera fu di 530 000 Lire. L'ingegner Albert Birlé usa questa tettoia come termine di paragone per i problemi delle infiltrazioni di cadute dell'acqua, ricordando contestualmente alcuni dati: 
(A. Birlé, Dei ferri di invetriata per le grandi tettoje, in Il Politecnico, serie quarta, vol. terzo, Fasc. 1, Milano, gen. 1867, pag. 123)
La tettoia soffriva però di un rapido deperimento causato anche dalla ruggine, soprattutto in corrispondenza degli sfiatatoi più esposti ai fumi delle locomotive. Per sopraggiunti motivi di sicurezza e di tenuta statica della struttura quindi fra il 1907 e il 1909 venne operata una prima ristrutturazione della tettoia mediante la quale si provvedette a sostituire i vetri dei lucernari e ampie parti della copertura di lamiera di zinco con nuove lamiere ondulate di ferro zincato, più sensibili al deterioramento causato dagli agenti atmosferici e del fumo delle locomotive. La nuova copertura aveva quindi bisogno di ulteriore manutenzione biennale con costi superiori ai vantaggi. Nel 1915 fu osservata inoltre un'ulteriore corrosione del ferro che risultava gravemente intaccato con diminuzione di sezione; il 21 settembre 1920 un forte temporale si abbatté sulla città e la tettoia venne scoperchiata con conseguenti deformazioni permanenti. Vista la situazione di grave pericolo per i passeggeri e per la struttura stessa e nell'ipotesi non improbabile che la nuova stazione non si dovesse costruire in tempi brevi, il Consiglio di Amministrazione delle Ferrovie dello Stato decise per la immediata sostituzione della tettoia e ne approvò il progetto. Il 26 settembre 1921 vennero avviati i lavori di demolizione che durarono 71 giorni di lavoro effettivo. Al posto della vecchia tettoia furono montate pensiline provvisorie.

### Le linee

Demolizione della stazione

Tramite un articolato sistema di bivi, la stazione fu collegata con tutte le linee all'epoca afferenti Milano. Verso ovest, appena fuori dalla tettoia, si presentavano gli instradamenti per il Deposito Locomotive, gli itinerari per Monza e Como e per Bivio Vigevano, nei pressi del Cimitero, che a sua volta smistava i treni su Rho oppure su Vigevano. Verso est la linea, dopo un rettifilo di circa due chilometri, si allacciava al Bivio Acquabella, che smistava poi i treni verso Venezia oppure Piacenza e Pavia.

### Esplicative
1. ↑  Parte della stazione rimase in esercizio fino al 1961 con la nuova denominazione di «Milano Porta Nuova».

### Bibliografiche
1. ↑  Comandini, p. 1326.
2. ↑  Comandini, p. 491.
3. ↑  Comandini, p. 530.
4. ↑  
 Brigola, Gaetano, Milano percorsa in omnibus..., Venosta, Felice, Milano, Gaetano Brigola, 1871,  p. 61, ISBN non esistente. Ospitato su archive.org.
5. ↑  Quei Signori, oltre ai Rothschild di Vienna, Londra e Parigi, e vari altri, in Italia erano: Duca di Rafaele di Galliera (sic.) in Bologna, Duca Lodovico Melzi in Milano, Conte Giuseppe Archinto in Milano, Pietro Bastogi in Livorno. (tutti nomi che si troveranno spesso nella storia delle ferrovie italiane).
6. ↑  Del contenuto dell'articolo e di alcune sue conseguenze parla anche M. Cavaleri nelle prime pagine del suo opuscolo:Storia di fatto e di diritto sulla congiunzione delle strade ferrate aventi per centro principale la città di Milano, tipografia Bernardoni, ottobre 1859.
7. ↑  s:Apertura del tronco della strada ferrata Ferdinandea da Milano a Treviglio
8. ↑  G.B. Bossi, Progetto di una Stazione Centrale in Milano, Giornale dell'ingegnere, architetto ed agronomo, agosto 1856, Volume 4), Milano, 1856. Testo reperibile anche su Wikisource al link s:Progetto di una stazione centrale in Milano. Considerazioni sul progetto, sempre su Wikisource, al testo s:Il progetto di G.B. Bossi per una stazione "Milano Centrale".
9. ↑  S. Gallio, “Milano 1859: Chi ha costruito il raccordo sulla Circonvallazione?”, in Tecnica Professionale, Dicembre 2010, C.I.F.I., Roma, 2010. pag 45-52.
10. ↑  M.Cavaleri, cit., pag. 3.
11. ↑  S. Gallio, Il Progetto Bossi per una stazione Milano Centrale, Tecnica Professionale, Giugno 2009, C.I.F.I., Roma, 2009. e Wikisource al link.
12. ↑  M.Cavaleri, cit.
13. ↑  S. Gallio, “Milano 1859: Chi ha costruito il raccordo sulla Circonvallazione?”, cit., p.50.
14. ↑  
 L'incendio della Stazione Centrale, in Città di Milano: bollettino municipale mensile di cronaca amministrativa e di statistica, Anno XXXIX, 31 gennaio, fasc. 1, Milano, Stucchi, Ceretti e C., Gennaio 1923,  p. 16.
15. ↑   Ferrovie varesine: quasi un secolo e mezzo di storia, su univa.va.it. URL consultato il 21 luglio 2008.. Tratto da Francesco Ogliari. Ruote e binari in Lombardia.
16. ↑   Milano, in Milano: con 16 incisioni e la pianta topografica della città, Guide Treves, Milano, Fratelli Treves, 1899,  p. 22.
17. ↑  Partanni, pp. 45,46.